# Incisitermes nigritus
Incisitermes nigritus är en termitart som först beskrevs av John Otterbein Snyder 1946.  Incisitermes nigritus ingår i släktet Incisitermes och familjen Kalotermitidae. Inga underarter finns listade i Catalogue of Life. Artens utbredningsområde finns i Mellanamerika.